# Platytetracampe funiculus
Platytetracampe funiculus är en stekelart som beskrevs av Girault 1915. Platytetracampe funiculus ingår i släktet Platytetracampe och familjen finglanssteklar. Inga underarter finns listade i Catalogue of Life.